# Brossasc
Brossasc (italià Brossasco, piemontès Brossasch) és un municipi italià, situat a la regió del Piemont. L'any 2007 tenia 1.111 habitants. Està situat a la Val Varacha, dins de les Valls Occitanes. Limita amb els municipis de Frassino, Gambasca, Isasca, Martinhana, Melle, Sampeyre, Sant Frònt, Valmala i Venasca.

## Administració
| Període | Identitat           | Partit        |
| ------- | ------------------- | ------------- |
| 2004-   | Bartolomeo Beoletto | Llista cívica |